# Visceral Games
Visceral Games war (und ist – anfangs als EA Redwood Shores, mittlerweile als EA Redwood Studios) ein US-amerikanischer Spieleentwickler mit Sitz in den Redwood Shores im US-Bundesstaat Kalifornien. Visceral Games wurde vor allem durch die Entwicklung der Survival-Horror-Spielreihe Dead Space bekannt. Das Studio war zuletzt im Besitz von Electronic Arts und wurde im Oktober 2017 geschlossen.

## Geschichte
Die Firma wurde zunächst unter dem Namen EA Redwood Shores gegründet, im Mai 2009 dann aber in Visceral Games umbenannt, um (laut eigenen Angaben) die Studiokultur, Identität und die Konzentration auf action-orientierte Spiele besser darzustellen. Das Studio wurde bis 2009 vom Vice President und General Manager Glen Schofield geführt, bevor dieser Sledgehammer Games gründete. Mehrere Spiele zu den Filmreihen Der Pate und James Bond wurden ebenfalls von Visceral Games entwickelt. Außerdem ist der Spieleentwickler für das 2015 erschienene Battlefield Hardline verantwortlich, im Gegensatz zu den Vorläufern der Ego-Shooter-Serie, die von Dice entwickelt wurden. Im Oktober 2010 wurde bekannt, dass das Studio an 4 weiteren Titeln arbeitet. Die australische Niederlassung Visceral Games Melbourne wurde am 26. September 2011 aufgrund von mangelnden Aufträgen geschlossen. Im Oktober 2017 schloss EA das Studio Visceral Games. Mitarbeiter des Entwicklerstudios werden teilweise in andere Tochterfirmen integriert.

## Spiele
| Titel                                    | Veröffentlichung      | Plattform                                                               |
| als EA Redwood Shores                    | als EA Redwood Shores | als EA Redwood Shores                                                   |
| ---------------------------------------- | --------------------- | ----------------------------------------------------------------------- |
| James Bond 007: Agent im Kreuzfeuer      | 2001                  | PlayStation 2, GameCube                                                 |
| James Bond 007: Alles oder Nichts        | 2003                  | PlayStation 2, Xbox, GameCube                                           |
| Der Herr der Ringe: Das dritte Zeitalter | 2004                  | PlayStation 2, Xbox, GameCube                                           |
| James Bond 007: Liebesgrüße aus Moskau   | 2005                  | PlayStation 2, Xbox, GameCube                                           |
| Der Pate                                 | 2006                  | PlayStation 2, PlayStation 3, PlayStation Portable, Xbox, Xbox 360, Wii |
| Die Simpsons – Das Spiel                 | 2007                  | PlayStation 3, Xbox 360                                                 |
| Dead Space                               | 2008                  | PlayStation 3, Xbox 360, Microsoft Windows                              |
| Der Pate II                              | 2009                  | PlayStation 3, Xbox 360, Microsoft Windows                              |
| als Visceral Games                       |                       |                                                                         |
| Dead Space: Extraction                   | 2009                  | PlayStation 3, Wii                                                      |
| Dante's Inferno                          | 2010                  | PlayStation 3, Xbox 360                                                 |
| Dead Space Ignition                      | 2010                  | PlayStation 3 (PlayStation Network), Xbox 360 (Xbox Live Arcade)        |
| Dead Space 2                             | 2011                  | PlayStation 3, Xbox 360, Microsoft Windows                              |
| The Ripper                               | 2011                  | PlayStation 3, Xbox 360                                                 |
| Dead Space 3                             | 2013                  | PlayStation 3, Xbox 360, Microsoft Windows                              |
| Army of Two: The Devil´s Cartel          | 2013                  | PlayStation 3, Xbox 360                                                 |
| Battlefield Hardline                     | 2015                  | PlayStation 3, Xbox 360, Microsoft Windows, PlayStation 4, Xbox One     |